# سفينيا ويدمان
سفينيا ويدمان (بالألمانية: Svenja Weidemann)‏ مواليد 22 سبتمبر 1980 في ماربورغ، ألمانيا الغربية، هي لاعبة كرة مضرب ألمانية تلعب باليد اليمنى. أعلى تصنيف لها في الفردي كان 496. أعلى تصنيف لها في الزوجي كان 554.

## النهائيات

### الفردي (2–1)
| الحصيلة | الرقم | التاريخ       | الدورة                   | الأرضية | المنافس     | النتيجة       |
| ------- | ----- | ------------- | ------------------------ | ------- | ----------- | ------------- |
| الوصافة | 1.    | 23 مارس 2002  | بنديجو، أستراليا         | عشبية   | ليزا مكشيا  | 1–6, 4–6      |
| الفوز   | 1.    | 21 يوليو 2008 | جوسدال 3، النرويج        | صلبة    | منى بارثل   | 6–2, 6–3      |
| الفوز   | 2.    | 27 أبريل 2009 | بورنموث، المملكة المتحدة | ترابية  | تيميا بابوش | 4–6, 6–3, 6–4 |

## وصلات خارجية
- سفينيا ويدمان على موقع رابطة محترفات التنس (الإنجليزية)
- سفينيا ويدمان على موقع الاتحاد الدولي لكرة المضرب (الإنجليزية)

- الموقع الرسمي